# گمینا داشنا
گمینا داشنا (به لهستانی:  Gmina Daszyna) یک گمینا در لهستان است که در شهرستان ونچتسا واقع شده‌است. گمینا داشنا ۸۱٫۰۳ کیلومتر مربع مساحت و ۴٬۲۰۷ نفر جمعیت دارد.